# مزدورلار
مزدورلار (به لاتین: Muzdurlar) یک منطقه مسکونی در جمهوری آذربایجان است که در شهرستان گران‌بوی واقع شده است. مزدورلار ۱۳۶۲ نفر جمعیت دارد.